# Escarabajosa de Cabezas
Escarabajosa de Cabezas település Spanyolországban, Segovia tartományban. Escarabajosa de Cabezas Tabanera la Luenga, Mozoncillo, Escobar de Polendos, Cantimpalos és Yanguas de Eresma községekkel határos. Lakosainak száma 276 fő (2024).

## Népesség
A település népessége az elmúlt években az alábbi módon változott:
| Lakosok száma | 369  | 363  | 356  | 350  | 336  | 331  | 306  | 298  | 289  | 276  |
|               | 2001 | 2004 | 2007 | 2009 | 2012 | 2014 | 2017 | 2019 | 2022 | 2024 |